# شوح فانجنغشاني
شوح فانجنغشاني (الاسم العلمي:Abies fanjingshanensis) هو نوع من النباتات يتبع جنس الشوح من الفصيلة الصنوبرية.